# Frédérique Bel
Frédérique Bel, född 24 mars 1975, är en fransk skådespelerska. Hon är känd för sin karaktär Dorothy Doll i sekvensen La Minute Blonde från franska TV-programmet Le Grand Journal de Canal+. Hon hade sedan huvud- och biroller i många framgångsrika franska filmer och TV-serier.

## Biografi och karriär

### Uppväxt
Frédérique Bel föddes i Annecy, Haute-Savoie. Efter hennes examen i gymnasiet flyttade hon till regionen Alsace där hon studerade modern litteratur i Strasbourg. Hon tog sedan examen med en master i konsthistoria. Hon började senare en karriär som fotomodell i lingerie för att betala hennes komediklasser.

### TV-framträdanden
Frédérique Bel började 2001 spela en biroll i den franska komediserien Le Groupe. 2004 blev hon blev känd för att skapa och porträttera  den humoristiska karaktär Dorothy Doll, i sekvensen med titeln La Minute Blonde, där hon porträtterar en blond stereotyp. Sekvensen inkluderades i Le Grand Journal på Canal+ under första och andra säsongen till 2006.

### Filmroller
Hon började sin skådespelarkarriär 2000 och har sedan dess spelat berömda biroller i komedi och romantiska filmer. Dessa inkluderar Tu vas rire, mais je te quitte (2004), Imposture (2005) och Les Poupées Russes (2005). Hon spelade Miss Frankrike i science fiction-komedifilmen Un ticket pour l'espace (2006) och senare en biroll i komedifilmen Camping (2006). Samma år gav regissören Emmanuel Mouret henne en roll i hans romantiska komedin Changement d'adresse, även med sig själv. Hon spelade senare i tre andra av hans filmer, vilka är Un baiser s'il vous plaît (2007), Fais-moi plaisir! (2009) och L'Art d'aimer (2011). Hon hade biroller i komedifilmer Tel père telle fille (2007) och Ma vie n'est pas une comédie romantique, en av huvudrollerna i den fantastiska filmen Les Dents de la Nuit (2008), och en biroll i den fantastiska äventyrsfilm Les Aventures extraordinaires d'Adèle Blanc-Sec (2010) regisserad av Luc Besson.
Hon hade huvudrollen i thrillern Red Nights (2011), där hon spelade en kvinna i Hongkong som blir en brottsling. Hon spelade sedan i filmen L'amour dure trois ans (2012) regisserad av Frédéric Beigbeder, och sedan en biroll i komedin Les Seigneurs samma år. Hon spelade 2014 en av huvudpersonerna i den franska komedin Bröllopskaos med Christian Clavier och Chantal Lauby, som blev en stor succé över hela världen.

## Filmografi
| År   | Titel                                           | Rolle                     |
| ---- | ----------------------------------------------- | ------------------------- |
| 2000 | Deuxième vie                                    | Flickvän av Vincents far  |
| 2003 | La Beuze                                        | Naken flicka              |
| 2004 | L'Incruste                                      | Célines vän               |
| 2004 | Un long dimanche de fiançailles                 | Prostituerad              |
| 2004 | Tu vas rire, mais je te quitte                  | Vanessa                   |
| 2005 | Les Poupées Russes                              | Barbara                   |
| 2005 | Imposture                                       | Student med tandställning |
| 2006 | Un ticket pour l'espace                         | Miss Frankrike            |
| 2006 | Camping                                         | Christy Bergougnoux       |
| 2006 | Changement d'adresse                            | Anne                      |
| 2007 | Ma vie n'est pas une comédie romantique         | Super Gamer-sekreterare   |
| 2007 | Tel père telle fille                            | Catherine                 |
| 2007 | Un baiser s'il vous plaît                       | Caline                    |
| 2008 | Les Dents de la nuit                            | Alice                     |
| 2008 | Vilaine                                         | Aurore                    |
| 2009 | Safari                                          | Fabienne                  |
| 2009 | Fais-moi plaisir!                               | Ariane                    |
| 2009 | La Grande Vie                                   | Odile                     |
| 2010 | Les Aventures extraordinaires d'Adèle Blanc-Sec | Bourgeoise                |
| 2010 | Entre nous deux                                 | Christine                 |
| 2011 | Au bistro du coin                               | Fanny                     |
| 2011 | Les Nuits rouges du Bourreau de Jade            | Catherine Trinquier       |
| 2011 | Beur sur la ville                               | Genialt blond flicka      |
| 2011 | L'Art d'aimer                                   | Achilles granne           |
| 2012 | L'amour dure trois ans                          | Kathy                     |
| 2012 | Les Seigneurs                                   | Floria                    |
| 2013 | Hôtel Normandy                                  | Isabelle de Castlejane    |
| 2014 | La Liste de mes envies                          | Danièle                   |
| 2014 | Bröllopskaos                                    | Isabelle Verneuil         |